# Коган, Михаил Борисович
Михаил Борисович Коган (5 сентября 1893, Киев — 25 ноября 1951, Москва) — советский медик, терапевт, доктор медицинских наук, профессор (1940). Брат Б. Б. Когана.

## Биография
После окончания медицинского факультета Киевского университета в 1919 служил в РККА. В 1921—1925 клинический ординатор кафедры госпитальной терапии 1-го МГУ. С 1938 в ЦИУВ, профессор кафедры внутренних болезней, заведующий 2-й кафедрой терапии, заместитель директора по научно-лечебной части (с 1944), одновременно научный руководитель центральной поликлиники Лечебного санитарного управления Кремля. Посмертно был причислен к группе «врачей-убийц».
Похоронен на Введенском кладбище (19 уч.).

## Научная деятельность
Научные труды посвящены главным образом сердечно-сосудистым заболеваниям, в том числе гипертонической болезни, инфаркту миокарда, а также заболеваниям суставов, лёгких и других органов. Предложил термин «коронарная болезнь».

## Публикации
- Гипертоническая болезнь. Клиника, генез и лечение. М., 1946.